# Calumma
Calumma är ett släkte av ödlor. Calumma ingår i familjen kameleonter.
Storleken varierar mycket med 2 till 200 g tunga exemplar beroende på art. Arterna har en gripsvans som är hoprullade i viloläge och som är lite längre än huvud och bål tillsammans. De förekommer på Madagaskar. Vanligen har honor och hannar olika kroppsfärg. Släktets medlemmar sitter vanligen orörlig och väntar på ett byte. Dessutom äter arterna växtdelar men stora individer av Calumma parsonii har endast kött som föda. Dessa kameleonter är dagaktiva. Hannar kan ha avgränsade revir och hos några arter överlappar hannarnas revir varandra. Honor lägger ganska många ägg per tillfälle och nykläckta ungar är jämförd med andra kameleonter stora. Hos stora arter kan ligga två år mellan befruktningen och äggläggningen. Calumma parsonii kan leva 14 år.

## Arter avCalumma, i alfabetisk ordning[1]
- Calumma amber
- Calumma andringitraensis
- Calumma boettgeri
- Calumma brevicornis
- Calumma capuroni
- Calumma crypticum
- Calumma cucullatum
- Calumma fallax
- Calumma furcifer
- Calumma gallus
- Calumma gastrotaenia
- Calumma glawi
- Calumma globifer
- Calumma guibei
- Calumma guillaumeti
- Calumma hafahafa
- Calumma hilleniusi
- Calumma jejy
- Calumma linotum
- Calumma malthe
- Calumma marojezensis
- Calumma nasutum
- Calumma oshaughnessyi
- Calumma parsonii
- Calumma peltierorum
- Calumma peyrierasi
- Calumma tigris
- Calumma tsaratananense
- Calumma tsycorne
- Calumma vatosoa
- Calumma vencesi

IUCN listar två arter som akut hotad (CR) och flera arter som starkt hotade (EN).